# Liane (fleuve)
Pour les articles homonymes, voir Liane.
La Liane est un fleuve français du Pas-de-Calais en région des Hauts-de-France et un fleuve côtier qui se jette dans la Manche.

## Géographie

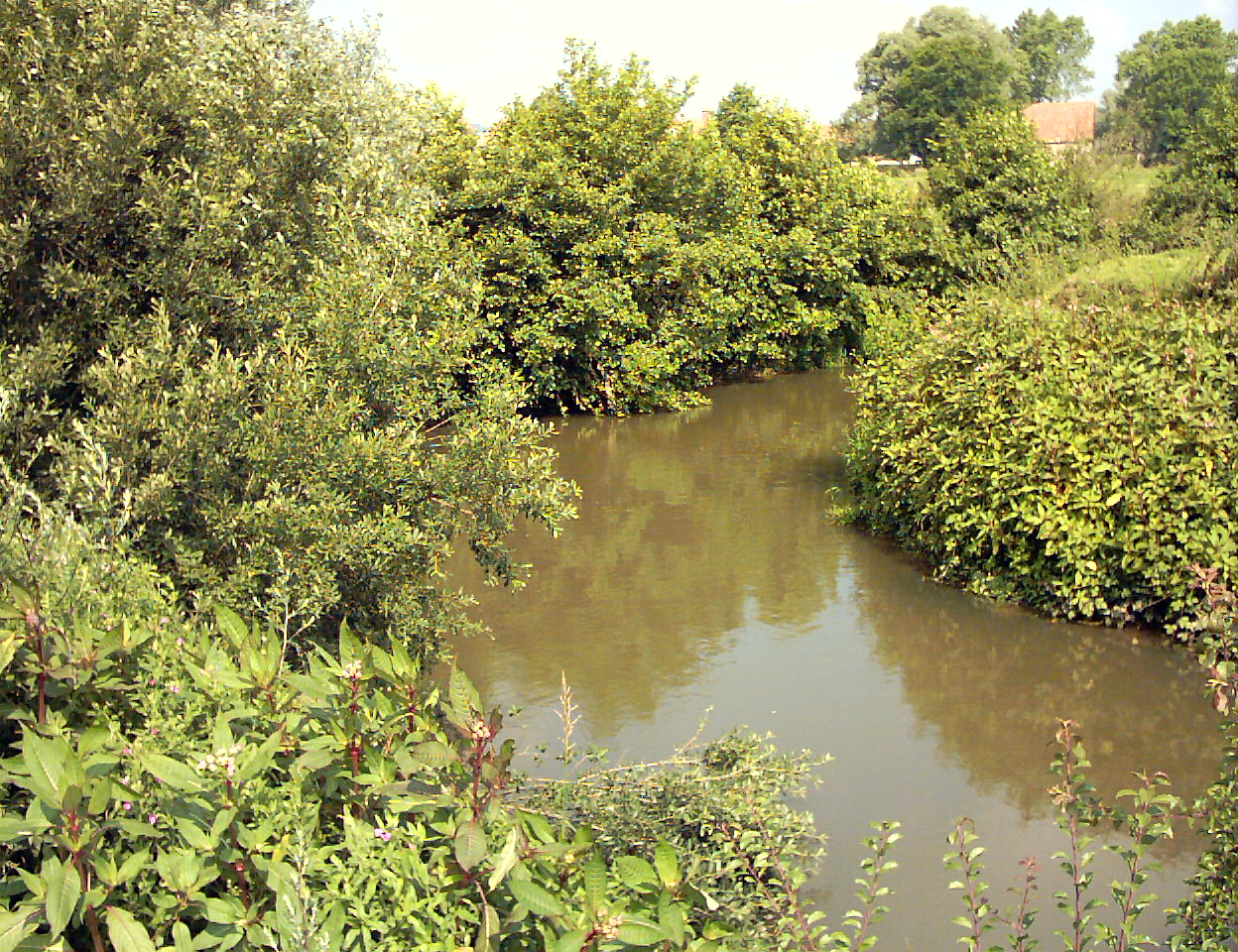
La Liane à Hesdigneul-lès-Boulogne.

La longueur de son cours d'eau est de 38,2 km.
Elle prend sa source à Quesques à 101 mètres d'altitude, puis traverse les communes de Selles, Bournonville, Cremarest, Wirwignes, Questrecques, Carly, Hesdigneul-lès-Boulogne, Isques, Saint-Étienne-au-Mont et Saint-Léonard. 
Enfin, elle se jette dans la Manche à Boulogne-sur-Mer, à 0 mètres d'altitude. 
Avant d'être canalisée et munie d'une écluse, son estuaire contribuait à directement alimenter le fleuve marin côtier qui longe les estuaires picards jusqu'au grand Site des Deux Caps. Il a été proposé, dans une des variantes du projet, que son estuaire bien qu'artificialisé, fasse partie du projet de Parc naturel marin des estuaires picards et de la mer d'Opale (préparé depuis 2008 et soumis à enquête publique en 2011).

### Communes traversées
Dans le seul département du Pas-de-Calais, la Liane traverse les dix-neuf communes suivantes , de l'amont vers l'aval, de Quesques (source), Selles, Brunembert, Bournonville, Alincthun, Crémarest, Wirwignes, Questrecques, Samer, Carly, Hesdin-l'Abbé, Hesdigneul-lès-Boulogne, Condette, Isques, Saint-Étienne-au-Mont, Saint-Léonard, Saint-Martin-Boulogne, Outreau, Boulogne-sur-Mer (embouchure).

### Bassin versant

Bassins versants des fleuves du Nord-Pas-de-Calais (en vert clair, celui de la Liane)

La Liane traverse deux zones hydrographiques « Liane de sa source à l'amont du confluent de l'Edre » (E530), « Liane de l'amont du confluent de l'Edre à la Manche » (E531). Les cours d'eau ou fleuves voisins sont au nord la Slack et le Wimereux, l'Aa au nord-est, à l'est et au sud-est, la Canche au sud, la Manche au sud-ouest, à l'ouest et au nord-ouest.

### Organisme gestionnaire
L'organisme gestionnaire est le SYMSAGEB ou Syndicat mixte pour le schéma d’aménagement et de gestion des eaux du Boulonnais, sis à Saint-Léonard, est devenu un EPTB, le 14 février 2012.

## Affluents
La Liane a quarante-cinq tronçons affluents référencés. Quatre affluents ont plus de cinq kilomètres de long :
- le ruisseau de Corette (rd[note 1]), 9 km avec quatre affluents de rang de Strahler quatre
- la Lène (rg) (ou ruisseau de Desvres), 6 km avec cinq affluents et de rang de Strahler deux.
- le ruisseau d'Ecames (rg), 6 km avec trois affluents et de rang de Strahler trois.
- le ruisseau de Lamy (rd), 6 km avec cinq affluents et rang de Strahler trois.

Neuf affluents ont plus de trois kilomètres de long :
- le ruisseau du Vieil Moutier (rg), 5 km avec trois affluents et de rang de Strahler trois.
- l'Edre (rg), 5 km avec deux affluents et de rang de Strahler quatre.
- le ruisseau de la Halle 5 km
- le ruisseau de Menneville (rg), 4 km
- le ruisseau de Lottinghem (rg), 4 km
- le Cervois 4 km
- le ruisseau de Wierre au Bois, 4 km
- le fossé de Brucqueval 4 km
- le Château du Houret 4 km

Les autres affluents de moins de quatre kilomètres de longueur sont le ruisseau du Merlier, le ruisseau de la Cachaine3,2 km, le ruisseau de la rivièrette, le ruisseau de la cour Collette le ruisseau Saint-Leonard, le ruisseau de Pont Pitendal, la Source du Droret, le ruisseau le petit hasard, le ruisseau du Fresnoy, le ruisseau le Rieux, le ruisseau de Mongzeville, le ruisseau du Quénéval, le Château du Houret, la Creuse, le ruisseau Blanchard, le Carly, le ruisseau de Florichart, la Drouille, la Source, le moulin de Selles, Saint-Étienne-au-Mont, la Bergerie, le Bout du Monde, le Trou du Charme, la Zélique, le fossé de la basse ville, le Carly, la Cugnie, le ruisseau du fond de l'étang.

### Rang de Strahler
Donc son rang de Strahler est de cinq par l'Edre ou le ruisseau de Corette.

## Hydrologie
La Liane est un fleuve fort abondant, mais assez irrégulier. Son régime hydrologique est dit pluvial océanique.

### Morphologie
Sa pente moyenne est de 2,8 ‰[réf. nécessaire].

### La Liane à Hesdigneul-lès-Boulogne
Son débit a été observé durant une période de 27 ans (1965-1991), à Hesdigneul-lès-Boulogne, localité située près de Boulogne-sur-Mer, à peu de distance de son embouchure . Le bassin versant du fleuve y est de 196 km2 (soit 80 % de sa totalité qui fait 244 km2).
Le module du fleuve à Hesdigneul-lès-Boulogne est de 2,99 m3/s.
De même que son voisin le Wimereux, la Liane présente des fluctuations saisonnières de débit très marquées, ce à l'inverse de la plupart des cours d'eau du Pas-de-Calais. Les hautes eaux se déroulent à la fin de l'automne et en hiver et se caractérisent par des débits mensuels moyens situés entre 3,06 et 5,33 m3/s, de novembre à mars inclus (avec un maximum en janvier). Les basses eaux ont lieu en été, de juin à septembre, avec une baisse du débit moyen mensuel allant jusqu'à 0,76 m3 au mois d'août. Mais les fluctuations de débit sont bien plus prononcées sur de plus courtes périodes ou d'après les années.

### Étiage ou basses eaux
À l'étiage, le VCN3 peut chuter jusque 0,066 m3/s, en cas de période quinquennale sèche, soit 66 litres par seconde, ce qui peut être qualifié de sévère.

### Crues
Les crues peuvent être très importantes compte tenu de la taille modeste de ce petit fleuve et de son bassin versant. Les QIX 2 et QIX 5 valent respectivement 37 et 52 m3/s. Le QIX 10 est de 61 m3/s, le QIX 20 de 70 m3/s, tandis que le QIX 50 se monte à 82 m3/s.
Le débit instantané maximal enregistré à Hesdigneul-lès-Boulogne durant cette période de 27 ans, a été de 47,3 m3/s le 1er décembre 1979, tandis que la valeur journalière maximale était de 41,6 m3/s le 6 février 1988. En comparant la première de ces valeurs à l'échelle des QIX du fleuve, il apparait clairement que cette crue était à peine d'ordre quinquennal, et donc destinée à se reproduire très fréquemment.
La hauteur maximale instantanée a été de 4,29 m le 7 février 1988.

### Lame d'eau et débit spécifique
La Liane est un petit fleuve fort abondant, bien alimenté par les fortes précipitations de son bassin. La lame d'eau écoulée dans son bassin versant est de 483 millimètres annuellement, ce qui est largement supérieur à la moyenne d'ensemble de la France tous bassins confondus, ainsi qu'à la moyenne du bassin de la Lys toute proche par exemple (249 millimètres par an à Wervicq-Sud). Le débit spécifique du fleuve (ou Qsp) atteint le chiffre robuste de 15,3 litres par seconde et par kilomètre carré de bassin.

## Aménagements et écologie

### État écologique
Sauf près de la source, la qualité de son eau était médiocre à nettement polluée dans les années 1980-1990, en raison de rejets industriels et urbains notamment. Les villes et industries polluent moins, mais le labour ayant gagné du terrain au détriment du bocage et des herbages qui ont beaucoup reculé dans cette région, l'érosion agricole, la suppression de la jachère obligatoire et les sols maintenus nus en hiver et en automne sont une cause de turbidité presque constante de la Liane.

En 2005, elle reste turbide et de qualité insatisfaisante : trop de nitrates et de matières organiques dès Carly, selon l'Agence de l'eau. A l'embouchure à Boulogne, les eaux de la Liane sont qualifiées de qualité mauvaise : indice SEQ-Eau orange, tous les indicateurs étant mauvais : macro-polluants, matières organiques et oxydables, matières azotées (nitrates), matières phosphorées.

En 2010 et 2011, pêcheurs, riversains et pratiquants de Canoe Kayak ont signalé un phénomène nouveau: l'apparition d'algues vertes en surface de l'eau, en lien semble-t-il avec les premières chaleur.
La situation pourrait être améliorée par le développement de bandes enherbées (en amont) et par l'application de la Directive Cadre européenne sur l'eau, et du SAGE (Schéma d'Aménagement et de Gestion des Eaux) local.
Depuis quelques années, une association de pêcheurs tente par des animations de faire connaître la Liane autrement. Si elle est effectivement polluée aux abords de Boulogne-sur-Mer, plus en amont à certains endroits la Liane est une très belle rivière encore riche en poissons, dont une partie (truite fario) est issue de rempoissonnements faits par l'APVL (Association des Pêcheurs de la Vallée de la Liane) pour repeupler la rivière des poissons qu'elle a pêchés.